# RTL Lounge

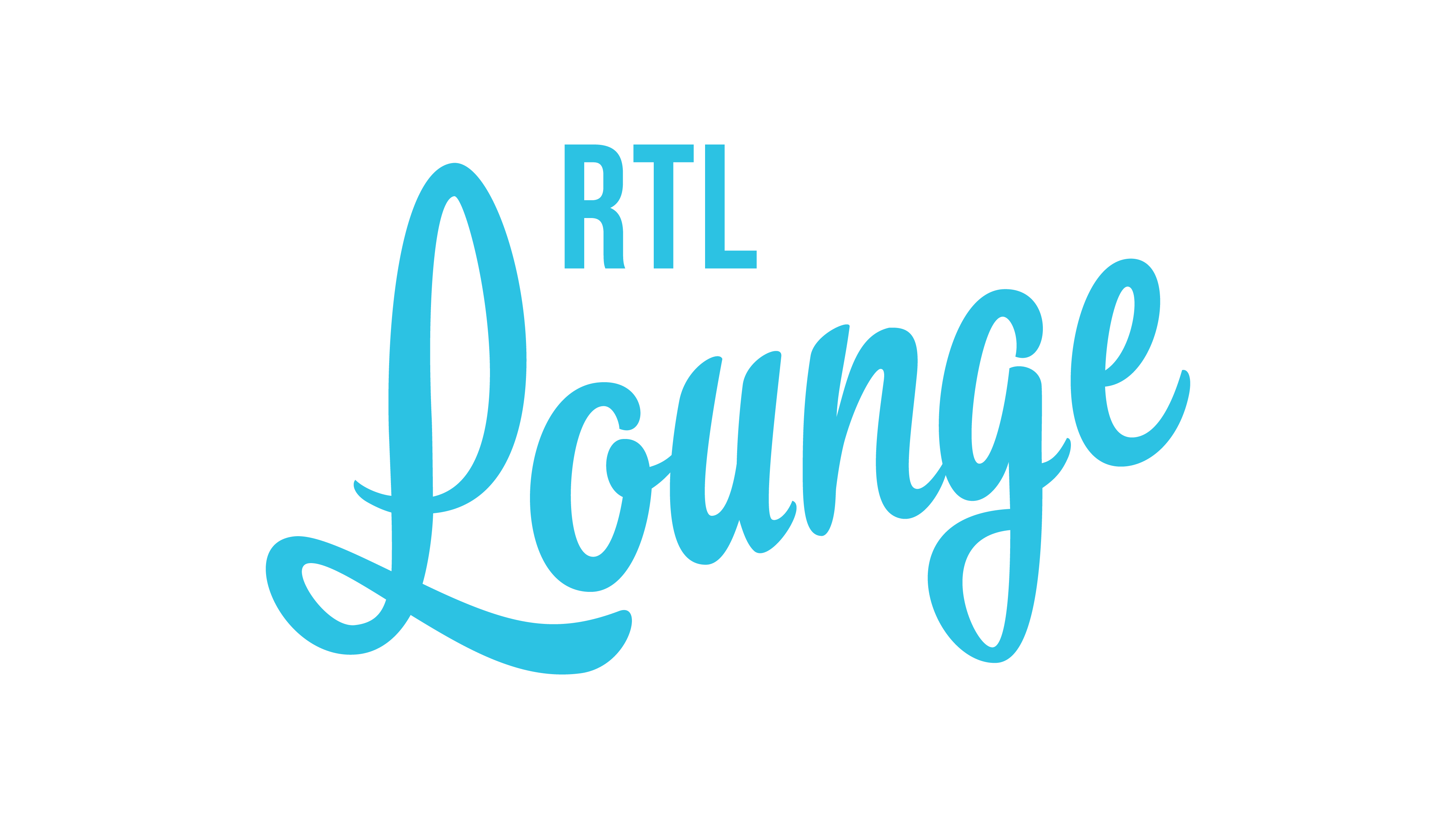
Voormalig logo van de zender

RTL Lounge is een op Nederland gerichte digitale televisiezender van RTL Nederland die sinds 2 oktober 2009 te zien is via Ziggo, KPN en UPC en sinds 3 december 2013 ook via Canal Digitaal.
Net als de rest van de Nederlandse RTL-familie is RTL Lounge een Luxemburgse zender die zich niet aan de Nederlandse mediawet hoeft te houden. Aangezien Luxemburg geen echte toezichthouder kent, wordt op de zender ook geen toezicht gehouden.

## Doelgroep
RTL Lounge richt zich op jonge vrouwen en zendt 24 uur per dag nationale en internationale programma's uit. Vanaf begin 2019 staat Soaps en series onder het logo. Daarnaast zijn er diverse series aan het uitzendschema toegevoegd, zoals Het Zonnetje in Huis, Kees & Co (1997-2006) en SamSam. Ook wordt Goede tijden, slechte tijden vanaf het begin uitgezonden.

## Radio
Op 29 oktober 2009 is RTL Nederland Holding BV gestart met een radioversie van RTL Lounge onder de naam RTL Lounge Radio. RTL Lounge Radio is omstreeks 10 maart 2017 opgehouden te bestaan; de stream is vervangen door Sky Radio Smooth Hits. 
RTL Deutschland is op 17 augustus 2022 gestart met RTL+ Musik, een audiostreamingaanbod als onderdeel van de streamingdienst RTL+ (equivalent Videoland) waarbij ook de non-stop themazender RTL+ Lounge gelanceerd is (zonder reclame, zonder jingles).
Lijst van televisiekanalen in Nederland